# Man in Black (песня)
«Man in Black» — песня, написанная и исполненная американским кантри-исполнителем Джонни Кэшем, вошедшая в его одноимённый альбом, выпущенный в 1971 г. «Человек в чёрном» (англ. Man in Black) — устойчивое словосочетание, которым называли Джонни Кэша за пристрастие к ношению тёмной одежды. О причинах такого своего стиля в одежде исполнитель рассказал в данной песне.

## Содержание
В первом куплете песни Кэш говорит, что у него есть причина не носить одежду яркой расцветки, а одеваться именно в чёрное. В дальнейших куплетах говорится, что он носит чёрную одежду во имя бедных, «побитых» жизнью, голодающих, заключённых, заплативших за свои преступления, но всё ещё «сидящих», тех, кто никогда не читал и не слышал слова Божьего, больных и одиноких стариков, преждевременно умерших молодых людей.
В заключительном куплете песни Кэш говорит, что он бы с радостью носил одежду разных цветов и говорил бы, что вокруг всё хорошо, но пока мир не изменится к лучшему (не станет ярче), он постарается унести на себе частичку его темноты, будет «человеком в чёрном».

## Позиции в чартах
| Чарт (1971)                       | Высшая позиция |
| --------------------------------- | -------------- |
| Канада RPM Country Tracks         | 2              |
| Канада RPM Top Singles            | 38             |
| США Billboard Hot Country Singles | 3              |
| США Billboard Hot 100             | 58             |

## Кавер-версии
- One Bad Pig
- The Bouncing Souls
- Loquillo (на испанском языке, под названием «El hombre de negro»).

## Интересные факты
- Комплект зимней униформы американских военнослужащих ВМС США, включающий в себя рубашку, галстук и брюки чёрного цвета, часто называется моряками «Johnny Cashes»[2] (недоступная ссылка).